# Soeki Irodikromo Volksacademie
De Soeki Irodikromo Volksacademie, in het eerste jaar Volksacademie voor Kunst en Cultuur genoemd, is een kunstacademie in Suriname.
De academie werd opgericht op 2 maart 2009 en is gevestigd op het terrein van de culturele vereniging Sana Budaya in Geyersvlijt (Paramaribo). De school is vernoemd naar de kunstenaar Soeki Irodikromo die in de tien jaar voorafgaand had toegewerkt naar de totstandkoming ervan. Op de academie wordt les gegeven in onder meer Javaanse dans (zowel klassiek als modern), gamelan, keramiek, schilderen, textielbewerking, pencak silat en de Javaanse taal.
Dwight Warsodikromo werd aangenomen als cursusleider in pencak silat en dans. Ook richtte hij op de academie de Sana Budaya Dance Company op (later hernoemd naar 4S-dance company), die ook buiten Suriname optreedt.

## Studenten
Hieronder volgt een lijst van studenten die een artikel hebben op Wikipedia:
- Dwight Warsodikromo
- Leonnie van Eert
- Serafija Niekoop